# Liste der Bodendenkmäler in Drachselsried
Auf dieser Seite sind die Bodendenkmäler in der niederbayerischen Gemeinde Drachselsried zusammengestellt. Diese Tabelle ist eine Teilliste der Liste der Bodendenkmäler in Bayern. Grundlage ist die Bayerische Denkmalliste, die auf Basis des Bayerischen Denkmalschutzgesetzes vom 1. Oktober 1973 erstmals erstellt wurde und seither durch das Bayerische Landesamt für Denkmalpflege geführt wird. Die folgenden Angaben ersetzen nicht die rechtsverbindliche Auskunft der Denkmalschutzbehörde.

## Bodendenkmäler in Drachselsried
| Lage       | Objekt                                                                       | Akten-Nr.     | Bild |
| ---------- | ---------------------------------------------------------------------------- | ------------- | ---- |
| (Standort) | Mittelalterlich-frühneuzeitliche Hofwüstung im Bereich des Weilers Gabelhof. | D-2-6843-0007 |      |
| (Standort) | Mittelalterlicher Turmhügel.                                                 | D-2-6844-0002 |      |
| (Standort) | Untertägige Befunde des Mittelalters und der frühen Neuzeit                  | D-2-6844-0012 |      |
| (Standort) | Untertägige Befunde des Mittelalters und der frühen Neuzeit                  | D-2-6844-0013 |      |
| (Standort) | Spätmittelalterlich-frühneuzeitliche Goldseifenhügel.                        | D-2-6844-0014 |      |
| (Standort) | Frühneuzeitliche Wüstung Asbachermühle.                                      | D-2-6943-0049 |      |
| (Standort) | Spätmittelalterlich-frühneuzeitliche Goldseifenhügel.                        | D-2-6944-0054 |      |
| (Standort) | Spätmittelalterlich-frühneuzeitliche Goldseifenhügel.                        | D-2-6944-0055 |      |
| (Standort) | Spätmittelalterlich-frühneuzeitliche Goldseifenhügel.                        | D-2-6944-0056 |      |
| (Standort) | Spätmittelalterlich-frühneuzeitliches Goldseifenhügelfeld.                   | D-2-6944-0072 |      |